# Skupina armád Střed
Skupina armád Střed (německy: Heeresgruppe Mitte) byl název dvou odlišných německých skupin armád, které bojovaly na východní frontě ve druhé světové válce. První skupina armád s tímto jménem byla vytvořena v červnu 1941 jako jedna ze tří německých skupin armád určených k invazi do Sovětského svazu (operace Barbarossa), a to přejmenováním ze skupiny armád B. Jejím prvním velitelem se stal polní maršál Fedor von Bock. 25. ledna 1945, poté co byla obklíčena v kapse v Královci, byl zbytek této skupiny armád přejmenován na skupinu armád Sever (Heeresgruppe Nord) a skupina armád A (Heeresgruppe A) se nově změnila na skupinu armád Střed. Tato formace si zachovala své jméno až do konce bojů v Evropě. Koncem války se nacházela na území Protektorátu Čechy a Morava a velel jí polní maršál Ferdinand Schörner.

## Sestava skupiny armád Střed k 2. říjnu 1941
Velitel: polní maršál Fedor von Bock
Náčelník štábu: generálmajor Hans von Greiffenberg
9. armáda
Velitel: generálplukovník Adolf Strauss
- V. armádní sbor - velitel: generál pěchoty Richard Ruoff
- VIII. armádní sbor - generál dělostřelectva Walter Heitz
- XXIII. armádní sbor - generál pěchoty Albert Schubert
- XXVII. armádní sbor - generál pěchoty Alfred Wäger[1]

3. tanková skupina
Velitel: generálplukovník Hermann Hoth
- XXXXI. tankový sbor - generál tankového vojska Georg Hans Reinhard
- LVI. tankový sbor - generál tankového vojska Ferdinand Schaal
- VI. armádní sbor - generál ženijního vojska Otto Wilhelm Förster[1]

4. tanková skupina
Velitel: generálplukovník Erich Hoepner
- XXXX. tankový sbor - generál tankového vojska Georg Stumme
- XXXXVI. tankový sbor - generál tankového vojska Heinrich von Vietinghoff
- LVII. tankový sbor - generál tankového vojska Adolf Friedrich Kuntzen[1]

4. armáda
Velitel: polní maršál Günther von Kluge
- VII. armádní sbor - generál dělostřelectva Wilhelm Fahrmbacher
- IX. armádní sbor - generál pěchoty Hermann Geyer
- XX. armádní sbor - generál pěchoty Friedrich Materna[1]

2. armáda
Velitel: generálplukovník Maximilian von Weichs
- XII. armádní sbor - generál pěchoty Walther Schroth
- XIII. armádní sbor - generál pěchoty Hans Gustav Felber
- XXXXIII. armádní sbor - generál pěchoty Gotthard Heinrici
- LIII. armádní sbor - generál pěchoty Karl Weisenberger[1]

2. tanková skupina
Velitel: generálplukovník Heinz Guderian
- XXIV. tankový sbor - generál tankového vojska Leo Geyr von Schweppenburg
- XXXXVII. tankový sbor - generál dělostřelectva Joachim Lemelsen
- XXXXVIII. tankový sbor - generál tankového vojska Werner Kempf
- XXXV. armádní sbor - generálporučík Rudolf Kaempfe[1]